# 사랑스런 이웃집 여자
"사랑스런 이웃집 여자"는 한국에서 제작된 박용준 감독의 1991년 영화이다. 박양희 등이 주연으로 출연하였고 황석송 등이 제작에 참여하였다.

## 출연

### 주연
- 박양희
- 김진
- 정인철
- 이영수

## 기타
- 원작자: 허성수
- 조명: 서병수